# 加農炮艾德利
加农炮朱立安·爱德华·安得利（1928年9月15日—1975年8月8日）是50年代到60年代的中音萨克斯爵士乐手。出生在佛罗里达州的坦帕，50年代中期搬到纽约。
他是另一爵士木笛乐手耐特·安得利的哥哥。

## 早期生涯
他从在佛罗里达州的劳德代尔堡的迪拉得中学起就开始学习器乐。后随父母搬到了佛罗里达州的塔拉哈西，因为父母到佛罗里达农业和机械大学任教。

40年代早期他和弟弟耐特以及住在塔拉哈西的雷.查尔斯一起演奏。

在搬去纽约之前，他在佛罗里达州已经相当有名了。1955年他搬到纽约后住在皇后区的科罗纳。

从这以后安得利开始了多产的职业生涯。一天他带着萨克斯去一家波希米亚咖啡馆，带着萨克斯是因为怕被偷。当晚奥斯卡.佩蒂福德和他的乐队在那演出，他正好顶替了迟到的乐队萨克斯手，而这个偶然的机会让他的风格在仅仅几周内就引起了轰动。
1957年安得利签约了Savoy jazz label并和弟弟耐特组成自己的乐队。后来戴维斯注意到了他的布鲁斯风格，并邀请他加入了自己的乐队担任萨克斯手。

1957年10月，在约翰.考特拉尼回归乐队的三个月前，安得利加入迈尔斯.戴维斯六重奏乐队。
他和乐队一起录制了唱片《Milestones》和《Kind of Blue》，同时也和钢琴手Bill Evans一起录制了Portrait of Cannonball and Know What I Mean?。

他对教育的兴趣也反应到了唱片上，1961年，专辑The Child's Introduction to Jazz由Riverside Records发行。

## 乐队
安得利擅长中音萨克斯，他的弟弟耐特则是小号。安得利的第一个五重奏乐队并不成功；离开戴维斯乐队后，他和弟弟新组建的信乐队获得更大的成功 
这个新的五重奏乐队（后来变成六重奏）包括了一下知名的音乐家：
- 钢琴 Bobby Timmons, Victor Feldman, Joe Zawinul, Hal Galper, Michael Wolff, George Duke, Wynton Kelly, Bill Evans
- 贝司 Ray Brown, Sam Jones, Walter Booker, Victor Gaskin
- 鼓 Louis Hayes, Roy McCurdy
- 萨克斯 Charles Lloyd, Yusef Lateef.

乐队在20世纪60年代融合了很多流行元素，但没有在艺术性上有任何让步，同时取得了很大的成功。

## 晚期生活
60年代晚期，安得利开始受到电子爵士先锋音乐和邁爾士·戴維斯的实验性专辑“Bitches Brew”的影响。在这一时期他的作品，如 Accent on Africa (1968) 和 The Price You Got to Pay to Be Free (1970)，他开始使用高音萨克斯，这都是受到了約翰·柯川和韋恩·肖特的影响。1971年，他和乐队在 Monterey Jazz Festival 音乐节上演出，为心理惊悚片《迷霧追魂》配乐。
1975年他 (还有Jose Feliciano 和 David Carradine) 在电视剧Kung Fu.第三季 "Battle Hymn"演出。
Joe Zawinul的作品 "加农炮" (录制于Weather Report的唱片 Black Market) 正是为了纪念他的前乐队领队，安得利。
他和弟弟还有乐队的著名歌曲包括： "This Here" (Bobby Timmons作曲), "The Jive Samba," "Work Song" (Nat Adderley作曲), "Mercy, Mercy, Mercy" (Joe Zawinul作曲) and "Walk Tall" ( Zawinul, Marrow and Rein作曲）
翻唱歌曲 Pops Staples' "Why (Am I Treated So Bad)?" 也进入了排行榜。
安得利同时是Phi Mu Alpha Sinfonia社团（弗罗斯特堡州立大学，'70），Alpha Phi Alpha美国历史最长也是最大的音乐社团，Greek-letter fraternity最老的非裔美国人(made Beta Nu chapter, Florida A&M University)大学组织的成员。
安得利1975死于中风，埋葬在塔拉哈西, 佛罗里达州的Southside公墓。同年晚期被列入爵士名人堂 Jazz Hall of Fame.  

## 引用
1. 1 2 3 4 5 6 7 8  .   [2010-11-12]. （原始内容存档于2010-11-09）.
2. ↑  .   [2010-04-16]. （原始内容存档于2013-08-30）.
3. ↑  Lydon, Michael, Ray Charles: Man and Music, Routledge, ISBN 0-415-97043-1, Routledge Publishing, January 22, 2004
4. ↑  Berman, Eleanor. "The jazz of Queens encompasses music royalty" （页面存档备份，存于）, Pittsburgh Post-Gazette, January 1, 2006. Accessed October 1, 2009. "When the trolley tour proceeds, Mr. Knight points out the nearby Dorie Miller Houses, a co-op apartment complex in Corona where Clark Terry and Cannonball and Nat Adderley lived and where saxophonist Jimmy Heath still resides."
5. ↑  .   [2010-04-27]. （原始内容存档于2005-05-16）.
6. ↑  .   [2010-04-27]. （原始内容存档于2006-09-14）.